# Parapodisma tanbaensis
Parapodisma tanbaensis är en insektsart som beskrevs av Tominaga, O. och Tadao Kano 1989. Parapodisma tanbaensis ingår i släktet Parapodisma och familjen gräshoppor. Inga underarter finns listade i Catalogue of Life.